# Synagogue de Vantoux
La synagogue de Vantoux est une synagogue située dans la commune française de Vantoux dans le département de la Moselle dans le Grand Est.
Elle a été construite au XIXe siècle. La synagogue est située dans la rue Jean Julien Barbe.
Elle a été utilisée pour les services religieux jusqu'en 1929. Le bâtiment de la synagogue est reconnaissable à des éléments architecturaux tels que trois fenêtres rondes. 